# 중화민국 총통부 자정
중화민국 총통부 자정(中華民國總統府資政)은 중화민국 총통의 고문 직위 중 하나이다. 총통부 자정(總統府資政)이라고 호칭하기도 한다. 중화민국 총통부에 소속되어 있으며 총통이 임명한다. 과거에는 유급직(有給職)과 무급직(無給職)으로 구성되어 있었다. 2008년 마잉주 총통이 집권한 이후 유급직 자정은 더 이상 임명하지 않고 30명의 상한선이 정해지고 임기가 총통의 임기를 초과하지 않도록 하였다. 자정은 국가를 위한 건의, 공공정책을 위한 건의, 자문, 사회 지도층 역할을 한다. 2010년 9월 1일 수정한 중화민국 총통부 조직법 제15조에서 정식으로 유급직 직위를 취소해 현재 모든 자정은 무급명예직이다.

## 같이 보기
- 중화민국 총통
- 중화민국 총통부